# Skała z Mysim Trawersem
Skała z Mysim Trawersem – skała na Górze Zborów na Wyżynie Częstochowskiej, w obrębie wsi Kroczyce w województwie śląskim, powiecie zawierciańskim, w gminie Kroczyce. Znajduje się w grupie wielu skał tego wzniesienia po prawej stronie Turni nad Kaskadami. Pomiędzy tymi skałami jest głęboko wcięta zatoka. Na szczycie Góry Zborów, po prawej stronie Skały z Mysim Trawersem znajduje się mała skała Koguty (Kogut). Lokalizację tych skał podaje rysunek na tablicy informacyjnej przy wejściu do rezerwatu przyrody Góra Zborów.
Zbudowane z wapieni skały Góry Zborów to jeden z bardziej popularnych rejonów wspinaczki skalnej w okolicach Podlesic. Znajdują się w obrębie rezerwatu przyrody Góra Zborów, na określonych warunkach dopuszczono jednak na nich wspinaczkę. Skała z Mysim Trawersem ma wysokość 11 m, znajduje się na otwartym terenie, ma ściany połogie, pionowe lub przewieszone z okapami, filarami i zacięciem. Wspinacze poprowadzili na niej 11 dróg wspinaczkowych o trudności od III do VI.3+ w skali Kurtyki. Na części z nich zamontowano stałe punkty asekuracyjne: ringi (r) i stanowiska zjazdowe (st), na pozostałych wspinaczka tradycyjna (trad).
W Skale z Mysim Trawersem znajduje się Schronisko Kazamar w Cyrku, a na zacięciu w cyrku skalnym między Skałą z Mysim Trawersem a Turnią nad Kaskadami jest Schronisko w Lewych Kaskadach.

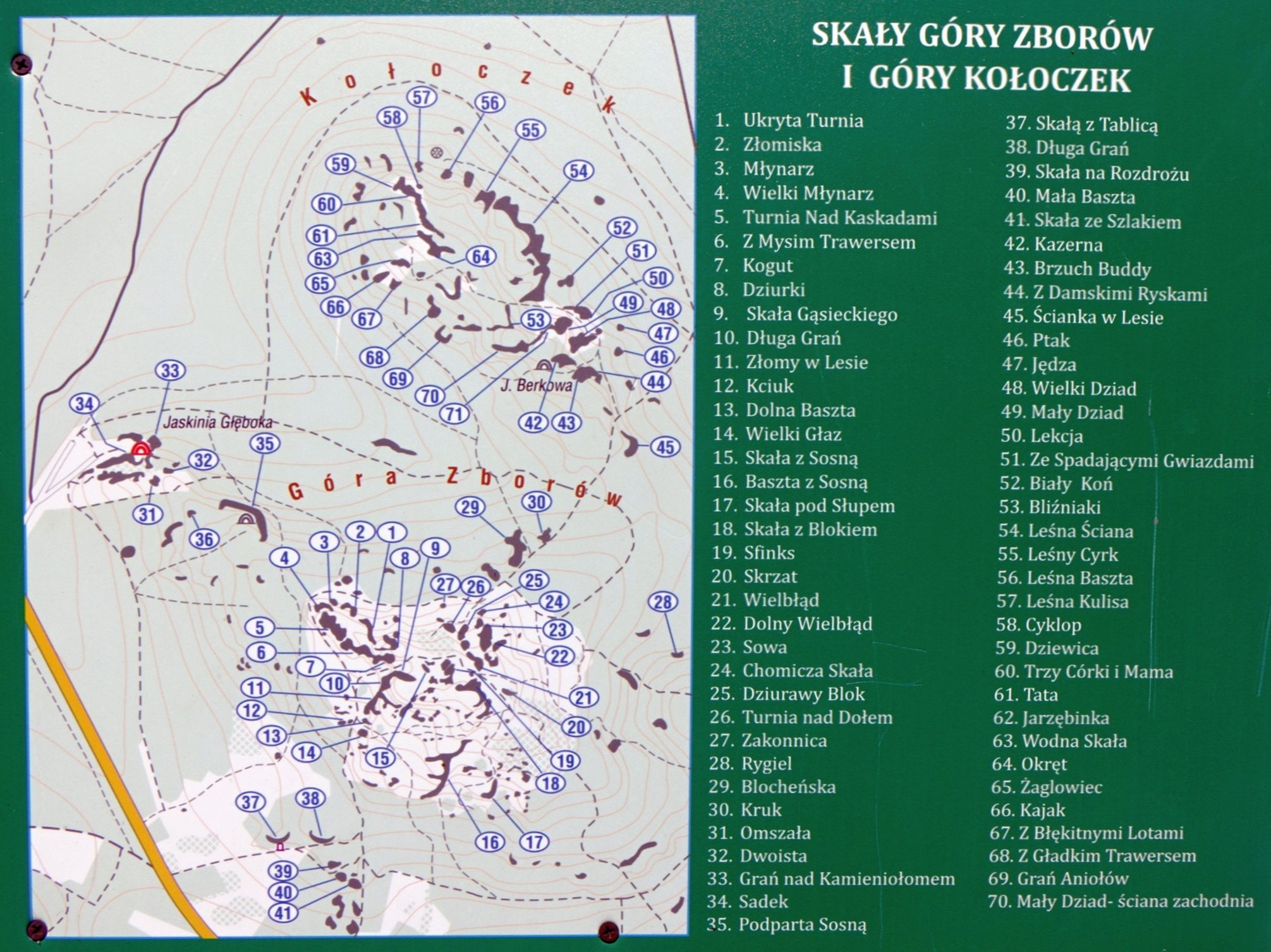
Skały Góry Zborów i Kołoczka
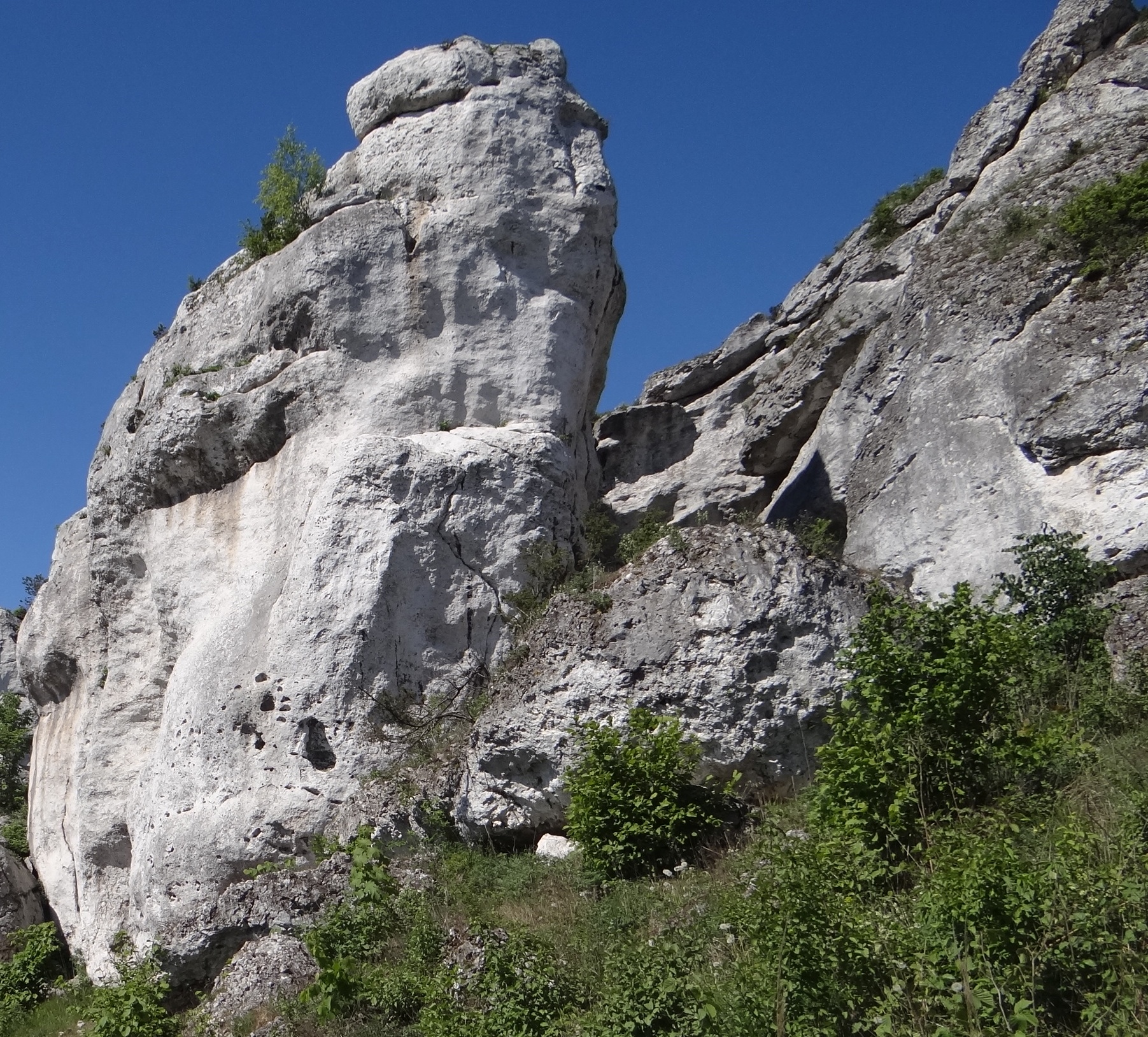
Turnia nad Kaskadami i Skała z Mysim Trawersem
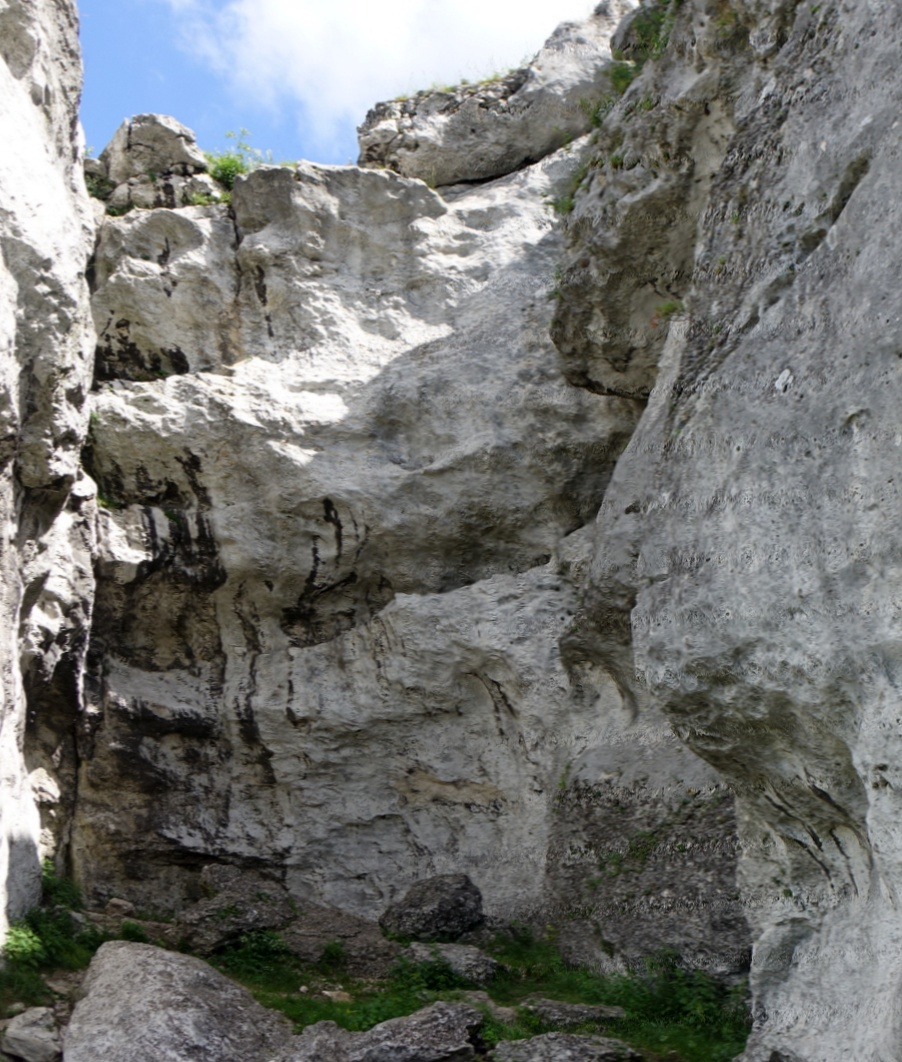
Skała z Mysim Trawersem
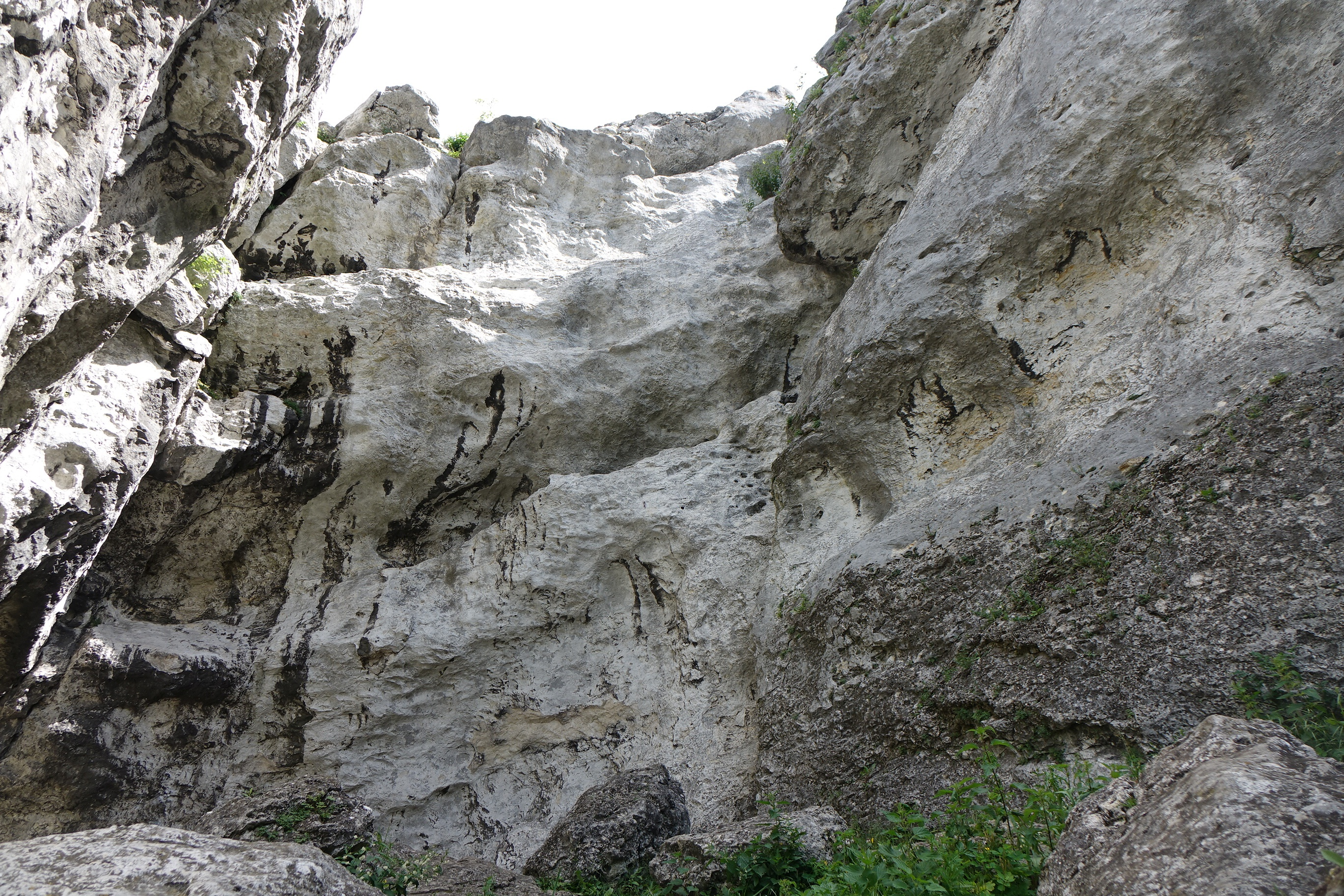
Skała z Mysim Trawersem
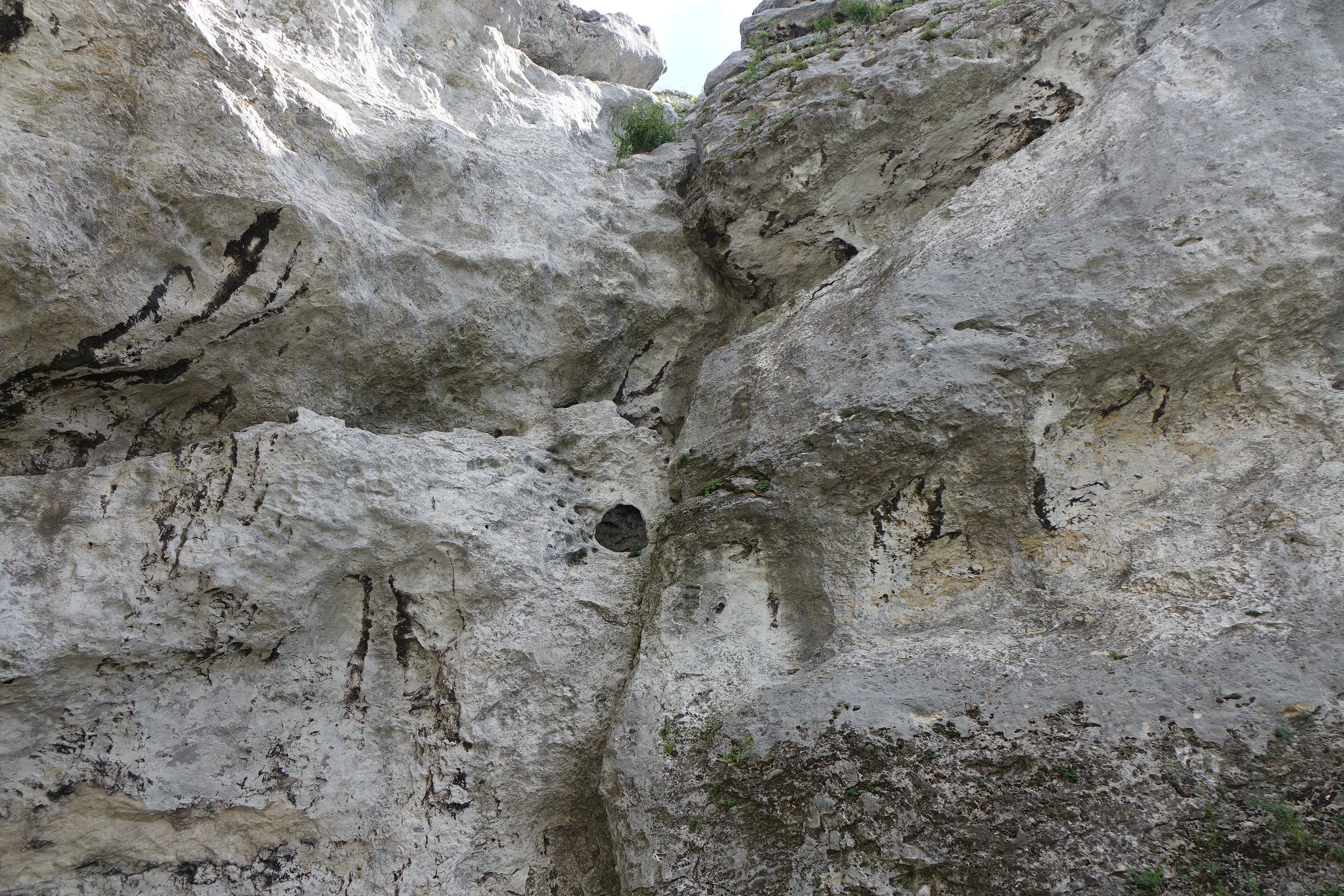
Skała z Mysim Trawersem
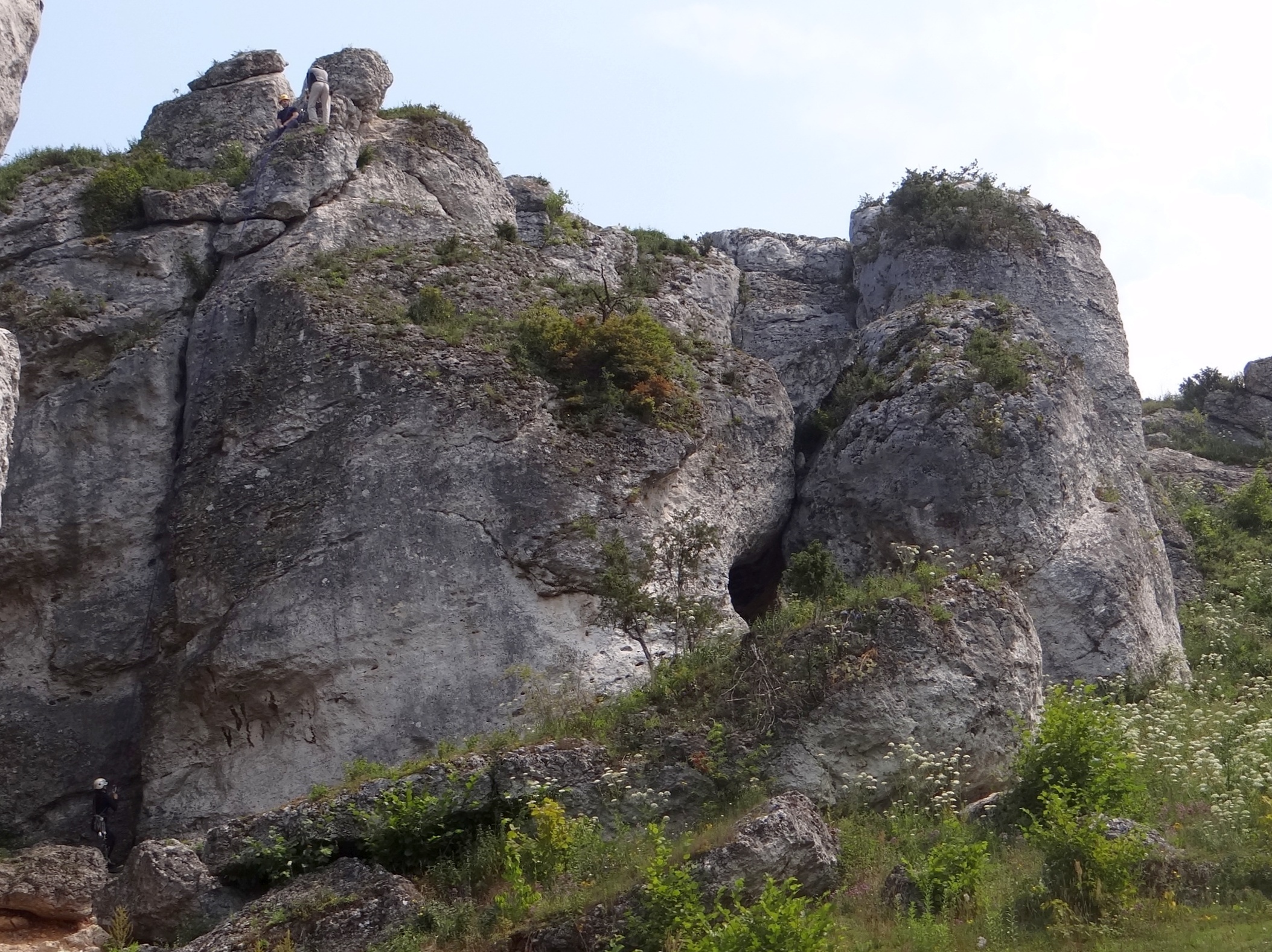
Skała z Mysim Trawersem
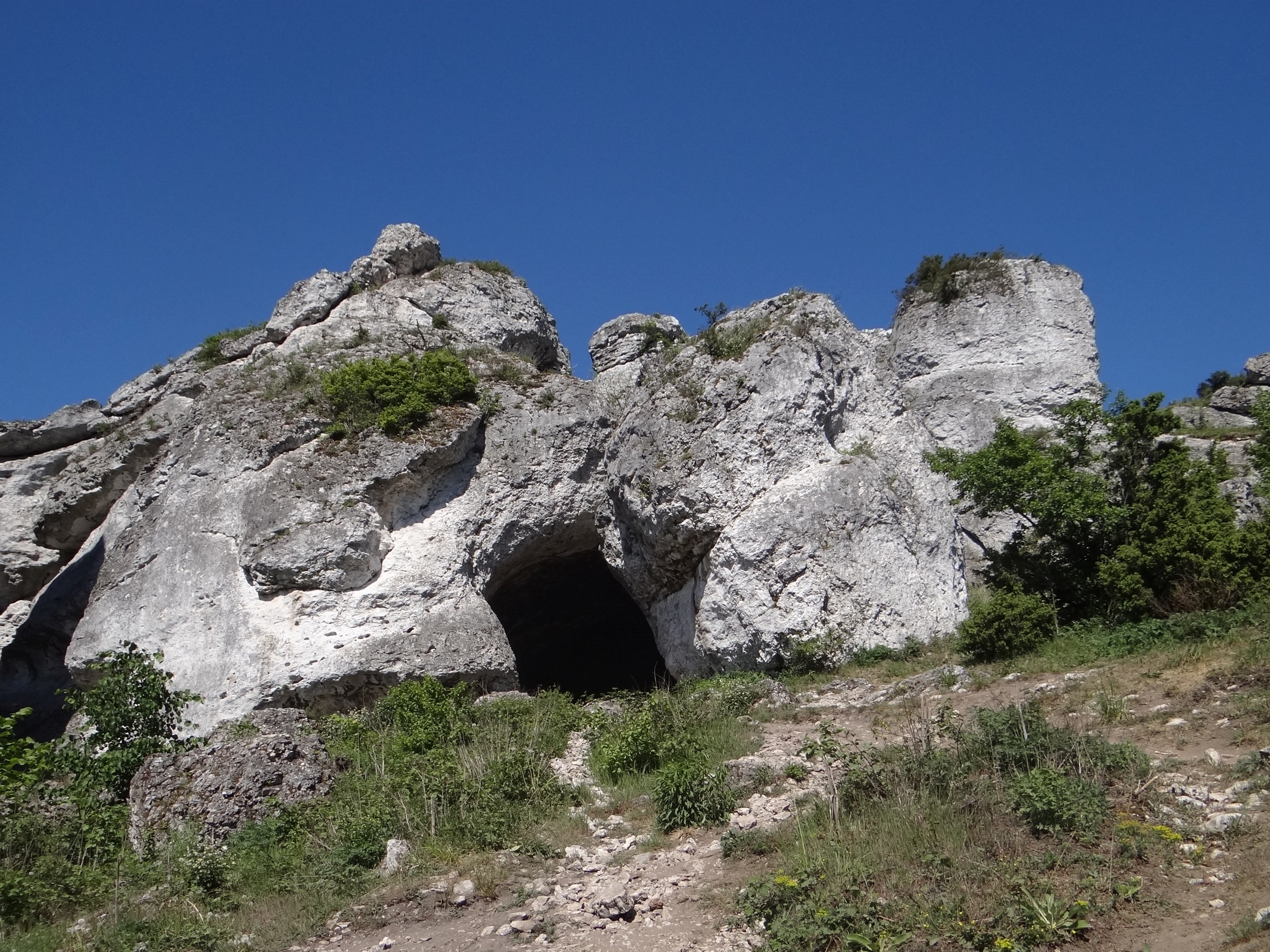
Skała z Mysim Trawersem i otwór schroniska

## Drogi wspinaczkowe
1. Mysi trawers; VI+, trad, nie wystarczą same ekspresy
2. Sedes; IV, trad, nie wystarczą same ekspresy
3. Nie tylko dla orłów; VI.3, trad
4. Mysi komin; IV+, trad, nie wystarczą same ekspresy
5. Filarek Halinki; III, trad, nie wystarczą same ekspresy
6. Małe co nieco; VI.4+, 4r
7. Miśkówka; VI.3, 4r + st
8. Czas odlotów; VI.4, 4r + st
9. Wyprawa po mjut; VI.2+, 4r
10. Krótki kaszel; VI.1+, 2r, trad, nieasekurowalna
11. Petite liberte; VI.3, trad[1].

## Piesze szlaki turystyczne
Obok skały biegną dwa szlaki turystyczne.
 Szlak Orlich Gniazd: Góra Janowskiego – Podzamcze – Karlin – Żerkowice – Morsko – Góra Zborów – Zdów-Młyny – Bobolice – Mirów – Niegowa.
 Szlak Rzędkowicki: Mrzygłód – Myszków – Góra Włodowska – Rzędkowickie Skały – Góra Zborów (parking u stóp góry)